# Bildungssystem in der Ukraine

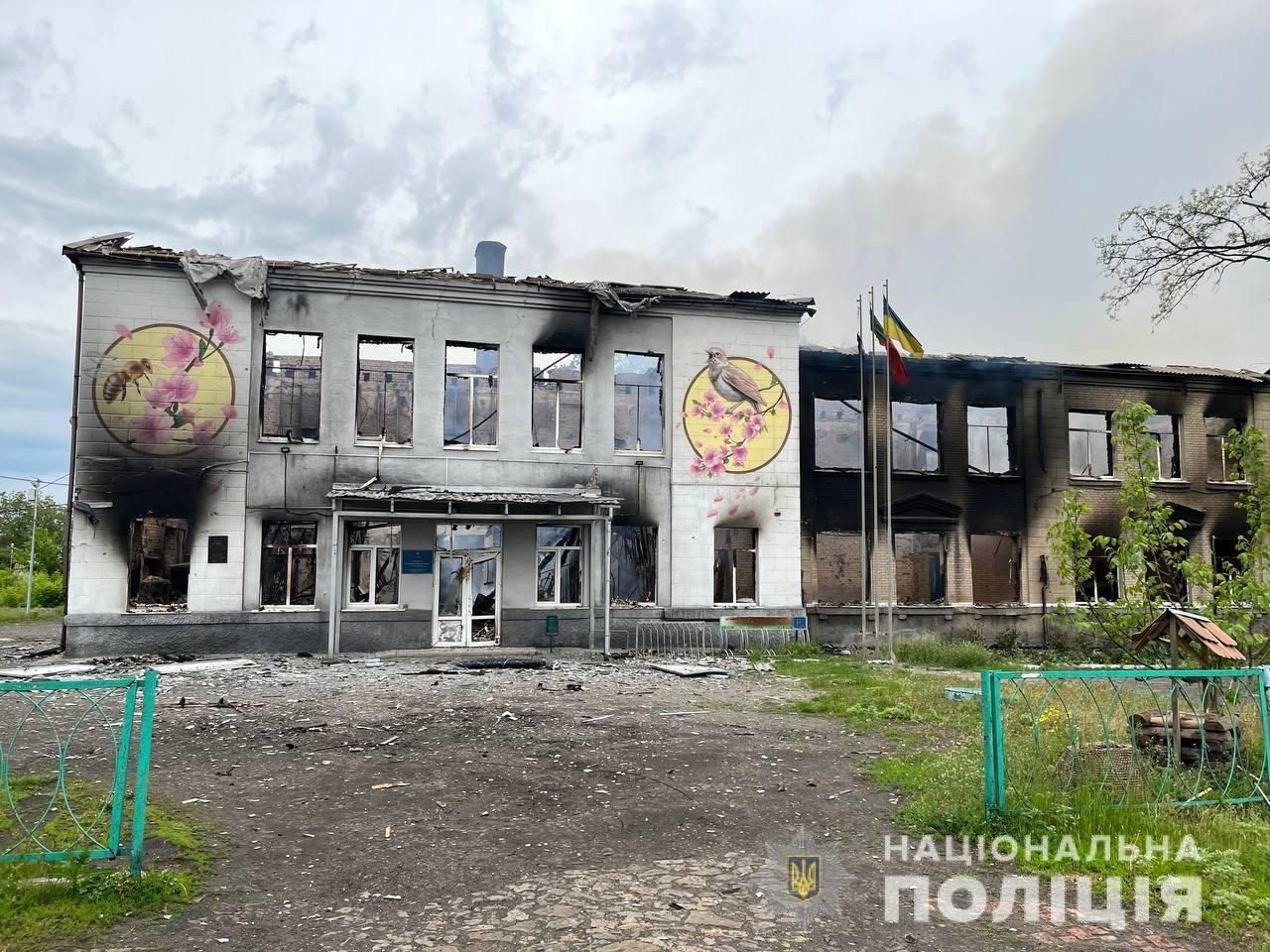
Im Krieg am 22. Mai 2022 zerstörte Schule von Awdijiwka

Das Bildungssystem in der Ukraine ist in fünf aufsteigende Stufen unterteilt: Vorschule, Grundschule, Sekundarstufe, Sekundarstufe II und Tertiäre Bildung.

## Allgemeines
Die Primar- und Sekundarschulbildung ist in drei Stufen unterteilt: Stufe 1 (4 Jahre Grundschule) umfasst die Klassen 1 bis 4. Die Klassen 5 bis 9 gelten als Stufe II (5 Jahre Mittelschule) oder als Grundsekundarstufe, während die Klassen 10 bis 12 als Stufe III (3 Jahre Oberschule) oder Sekundarstufe II gelten. Die Schüler besuchen in der Regel während ihrer gesamten Schulzeit dieselbe Schule, die um 8:30 Uhr den Unterricht anfängt.
Im Jahr 2017 wurde eine Reform Neue Ukrainische Schule verabschiedet. Seit 2018 dauert die Schulbildung 12 Jahre. Dies gilt jedoch nicht für Schüler, die die 1. Klasse vor 2018 durchlaufen haben.

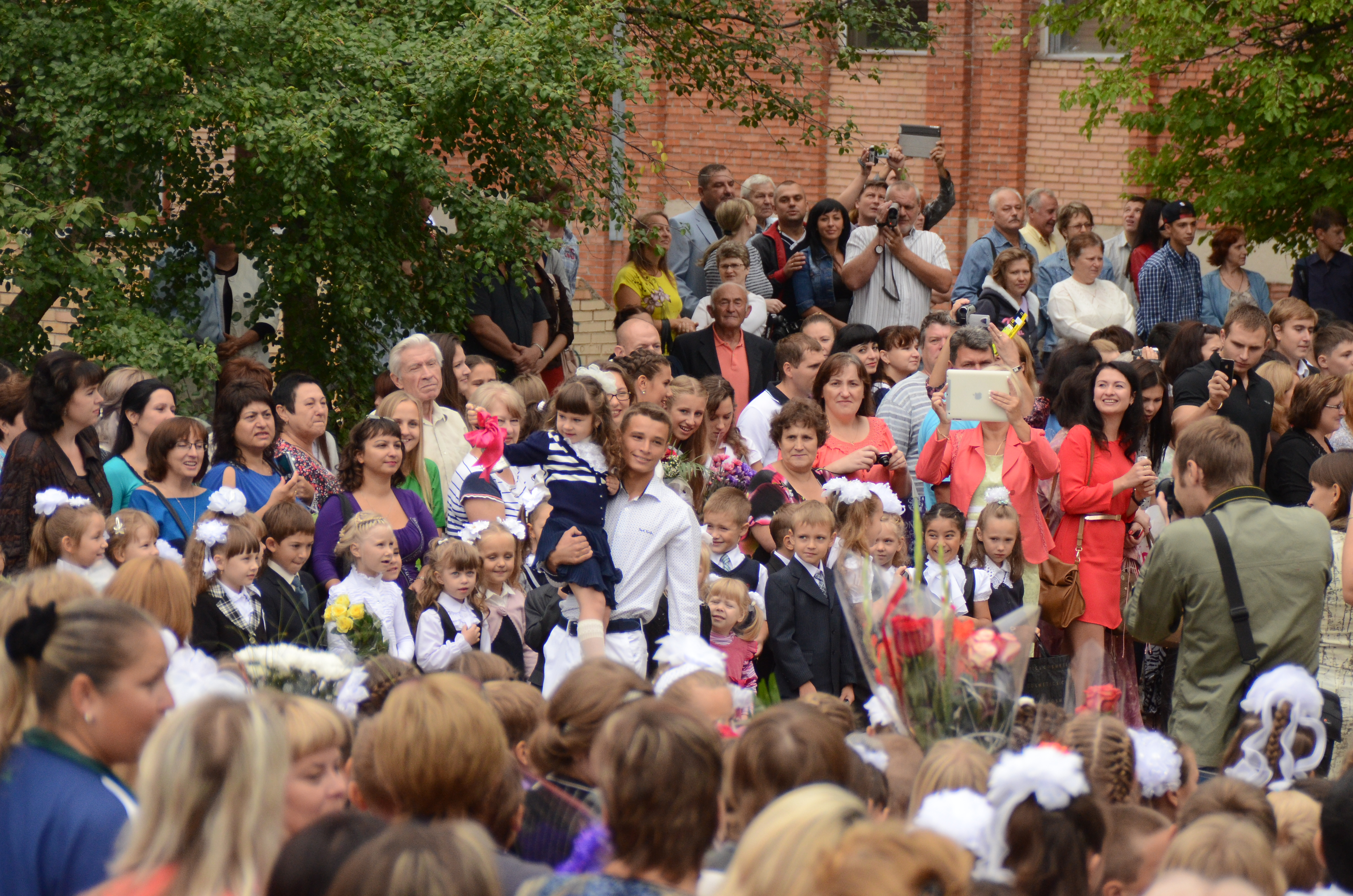
Einschulungstag am 1. September 2013 in Donezk

Das neue Schuljahr beginnt traditionell mit dem Feiertag zur Einschulung, am „Tag des Wissens“ (1. September). Feierlich begrüßt die ganze Schule die neuen Erstklässler. Eltern oder Schüler der letzten Klassen führen die neuen Kinder in ihre Klassen. An einigen Schulen werden die Einschulungskinder auch von Märchenfiguren begrüßt (oft in Privatschulen), die sie in die Regeln der Schule einführen. Viele Gäste kommen zu diesem Feiertag.
Die Unterrichtssprache ist Ukrainisch bis auf wenige Ausnahmen in der Ostukraine und Ungarisch in der Oblast Transkarpatien. Im Osten kommt es vor, dass es eine komplett russische Klasse gibt, die ihr eigenes Curriculum hat (9 %). Lehrer, weiteres Schulpersonal und die Verwaltung nutzen Ukrainisch als Hauptsprache.
An den Schulen in der Ukraine wird kein Religions- bzw. Ethikunterricht erteilt.
Die Notenskala reicht von 1 bis zur Bestnote 12. In der Ukraine werden sehr viele Bewertungen erteilt.
Schulen erhalten ihre Finanzierung je zur Hälfte aus dem kommunalen Haushalt und aus dem nationalen Haushalt.
Es gibt insgesamt ungefähr 10 Mio. Schüler und Studenten. Die Ukraine stellt die viertgrößte Zahl von Hochschulabsolventen in Europa. Ein großer Teil davon ist zurzeit wegen des russischen Überfalls auf die Ukraine 2022 im Ausland, viele sind in Deutschland.

## Schulsystem
Der kostenfreie Schulbesuch ist für Kinder und Jugendliche im Alter von 6 bis 17 Jahren vorgesehen. In der Ukraine gibt es mehrere Arten allgemeinbildender Einrichtungen. Einige Schulen sind Internate. Im Jahr 2010 hatten insgesamt 56 % der Kinder im Alter von einem bis sechs Jahre die Möglichkeit einer Vorschulerziehung. Nach der Grundschule kommt die Mittelschule mindestens bis zur 9. Klasse. Dann sind auch Spezialisierungen zur Berufsbildung möglich
- „Mittelschule für Allgemeinbildung“ (ZOSh) oder „Mittelschule“
- Lyceum (spezialisierte technische Berufsschule, Technikum in der Sowjetzeit)
- Gymnasium (spezialisierte allgemeinbildende Schule, z. B. auf Fremdsprachenerwerb[4])

Die ZOSh oder einfach „Mittelschule“ umfasst die Primar- und die Sekundarstufe. Das System ist inzwischen auf ein 12-Klassen-System ausgelegt. Die meisten Mittelschulen verfügen über alle drei Stufen. Einige abgelegene Schulen haben nur zwei Stufen.
Ziel der Allgemeinbildung ist es, jüngeren Schülern Wissen zu vermitteln und ihnen beizubringen, es praktisch anzuwenden. Der Lehrplan der Mittelschule umfasst Unterricht in der ukrainischen Sprache und der ukrainischen Literatur, eine Fremdsprache, Weltliteratur, (ab 5. Klasse) ukrainische und Weltgeschichte, Geographie, Algebra, Geometrie, Biologie, Chemie, Physik, Sportunterricht, Musik und Kunst. An einigen Schulen nehmen die Schüler auch an Umweltkunde und Staatsbürgerkunde teil. Ein Teil des Schultages wird mit Aktivitäten wie Schach, Karate, Theater, dem Erlernen von Volksmärchen und Volksliedern, Chor und Band verbracht. Nach der Schule haben die Schüler auch Musikunterricht, Fußball, Hockey oder Tennis.
Ab der 1. Klasse lernen die Kinder eine Fremdsprache, vor allem Englisch wird angeboten, manchmal Deutsch, selten Französisch, Polnisch oder Tschechisch. Mit dem Lernen dieser ersten Fremdsprache werden gleichzeitig die lateinischen Schriftzeichen gelernt. Ab der 5. Klasse kommt eine zweite Fremdsprache hinzu, meist Deutsch oder Englisch.

### Prüfungen
In der 9. und 11. Klasse, also im Alter zwischen 15 und 17 Jahren, legen die Schüler verschiedene externe Prüfungen ab (nicht an der eigenen Schule). Das aktuelle Prüfungssystem befindet sich im Umbruch. Das Abitur heißt ZNO (Зовнішнє незалежне оцінювання). Schriftliche Abiturprüfungen werden in mindestens vier Fächern geschrieben. Die Prüfungsfächer Mathematik und Ukrainisch sind für alle verpflichtend.

### Inklusion
Inklusive Bildung ist garantiert, Kinder mit besonderen Förderbedarfen besuchen Regelschulen. An jeder staatlichen oder privaten Schule können Schüler mit Handicap beschult werden, häufig in sogenannten Inklusionsklassen. Eine wichtige Rolle bei der Unterstützung spielen Assistenzlehrkräfte. An jeder Schule gibt es eine Sozialarbeiterin und eine Schulpsychologin. Eltern für bestimmte Förderbedarfe wie etwa Sehen und Hören können auch eine Sonderschule wählen.

### Heimunterricht
Der Unterricht von Kindern zu Hause ist in der Ukraine legal und in den Artikeln 59 und 60 des ukrainischen Bildungsgesetzes ausdrücklich erlaubt.

### Berufsbildung
Die Berufsausbildung beginnt nach der 9. Klasse an Berufsschulen und parallel in einem Betrieb. Sie dauert drei bis vier Jahre, in den ersten zwei Jahren werden in der Berufsschule auch die Hauptfächer weiter unterrichtet. Nach zwei Jahren können die Schüler auch an der externen zentralen Abiturprüfung teilnehmen, um die Hochschulreife zu erlangen.

## Tertiäre Bildung

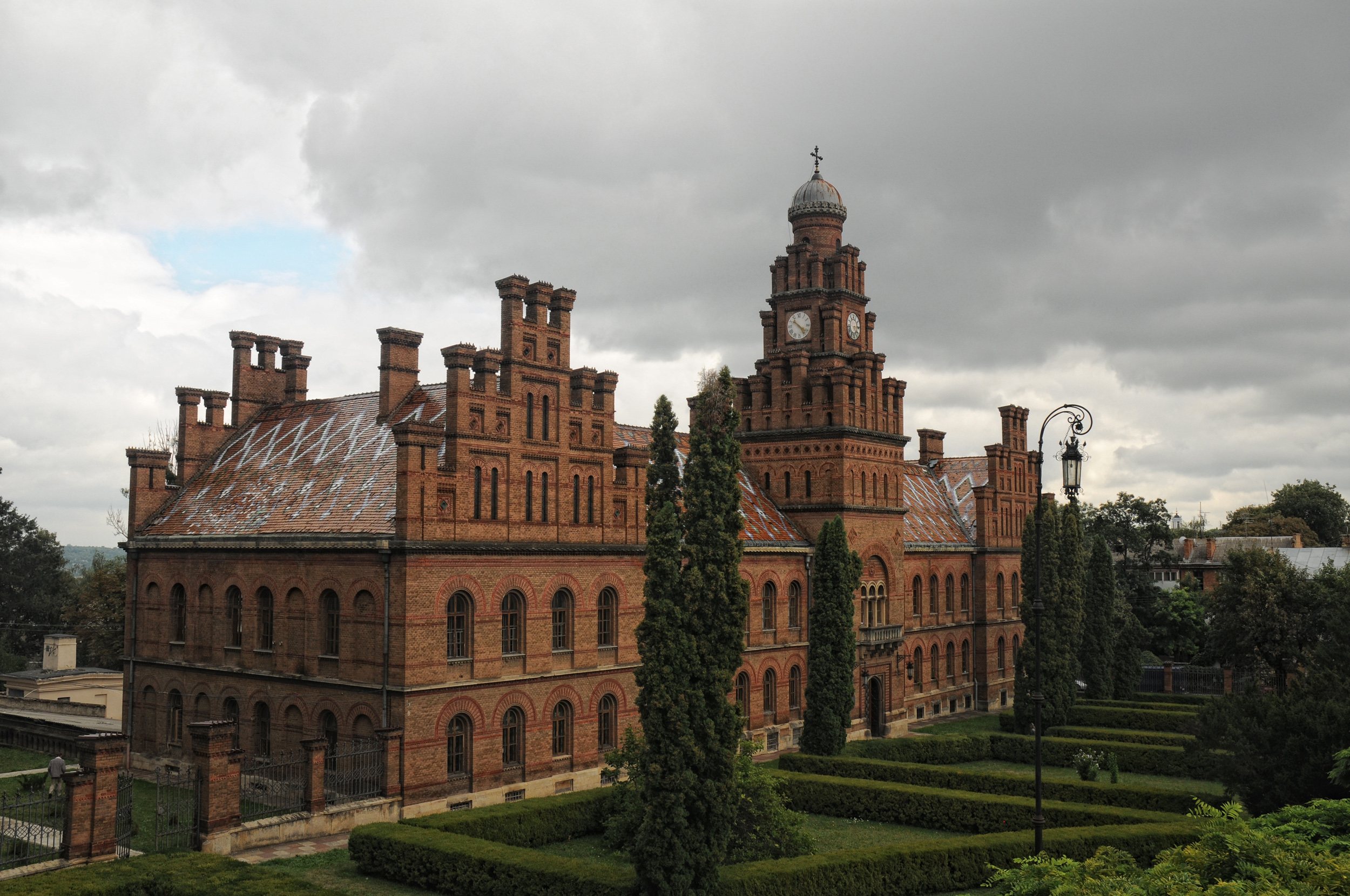
Hauptgebäude der Universität Czernowitz, 1920–22 in der rumänischen Zeit erbaut

Von ukrainischen Universitäten werden zwei Abschlüsse verliehen: der Bachelor-Abschluss (4 Jahre) und der Master-Abschluss (5. – 6. Jahr). Diese Abschlüsse werden im Einklang mit dem Bologna-Prozess vergeben, an dem die Ukraine teilnimmt. Ebenso wird auch der Facharzt (in der Regel 5 Jahre) verliehen, der einzige Abschluss, der zu Sowjetzeiten von Universitäten verliehen wurde. Fast alle großen Universitäten befinden sich in Oblastzentren.

### Lehrerbildung
An Pädagogischen Kollegs werden hauptsächlich Lehrer für die Primarstufe, aber auch für die Fächer Sport, Musik, Kunst und berufliche Bildung ausgebildet. Mit Abschluss der Ausbildung nach zwei bis vier Jahren wird eine entsprechende Berufsqualifikation in der Ukraine, die zur unmittelbaren Berufsausübung berechtigt, erworben (kein Referendariat).
An Pädagogischen Universitäten werden Studiengänge der Lehrerausbildung angeboten, in der Regel eine Kombination von zwei Fächern. Die Inhalte dieser Studiengänge sind in den sog. staatlichen Bildungsstandards festgelegt, die das Bildungsministerium der Ukraine entwickelt. Der Abschluss verleiht neben dem entsprechenden Hochschulgrad (bakalavr/Bachelor, mahistr/Master) in der Regel auch die Berufsqualifikation mit dem Recht der unmittelbaren Berufsausübung (kein Referendariat).
Siehe Universitäten in der Ukraine#Pädagogische Universitäten

### Finanzierung
Die Hochschulbildung ist entweder staatlich finanziert oder privat. Studenten, die auf staatliche Kosten studieren, erhalten ein Standardstipendium, wenn ihre Durchschnittsnote bei den Abschlussprüfungen und dem differenzierten Test mindestens 4 beträgt. Diese Regel kann an einigen Universitäten anders sein. Bei allen Bestnoten (5) erhöht sich das Stipendium um 25 %. Für die meisten Studenten reicht die Höhe der staatlichen Zuschüsse nicht aus, um ihren Lebensunterhalt zu decken. Die meisten Universitäten bieten subventionierten Wohnraum für Studenten. Außerdem ist es üblich, dass Bibliotheken allen eingeschriebenen Studenten die benötigten Bücher zur Verfügung stellen.

### Postgradual
Nach dem Erwerb eines Master- oder Facharztabschlusses kann ein Student eine Universität oder ein wissenschaftliches Institut besuchen, um eine postgraduale Ausbildung zu absolvieren. Die erste Stufe heißt „Aspirantura“, die normalerweise mit dem Abschluss „Kandydat Nauk“ (Kandidat der Wissenschaften) endet. Die Kandidaten müssen drei oder mehr Eignungsprüfungen bestehen (eine oder mehrere auf dem Fachgebiet, eine in einer Fremdsprache ihrer Wahl und eine in Philosophie) und mindestens fünf Artikel in peer-reviewten Fachzeitschriften veröffentlichen (je nach den bis 2013 geltenden Anforderungen), eine Dissertation schreiben und diese verteidigen. Dieser Abschluss entspricht in etwa dem Ph.D. in den Vereinigten Staaten. Nach dem Abschluss kann ein Student seine postgraduale Ausbildung fortsetzen. Das Doktorantura-Studium dauert zwei bis vier Jahre. Es müssen aussagekräftige wissenschaftliche Ergebnisse erzielt und eine neue Abschlussarbeit verfasst werden. Dies führt zum Abschluss „Doktor nauk“ (Doktor der Naturwissenschaften), typischer ist jedoch die Arbeit an einer Universität oder einem wissenschaftlichen Institut mit paralleler Anfertigung einer Abschlussarbeit. Die durchschnittliche Zeit zwischen dem Erwerb des „Kandidat“- und des „Doktor“-Abschlusses beträgt etwa 10 Jahre, und die meisten neuen „Doktoren“ sind 40 Jahre und älter. „Kandidat Nauk“ kann die Position eines außerordentlichen Professors an Universitäten oder eines Forschers/leitenden Forschers an wissenschaftlichen Instituten beinhalten. Ein „Doktor Nauk“ kann die Position eines ordentlichen Professors, eines Laborleiters oder eine gleichwertige/höhere Position innehaben. Das ukrainische Ministerium für Bildung und Wissenschaft erwägt, die sowjetischen Abschlüsse „Kandidat Nauk“ und „Doktor Nauk“ in z. B. „Dr. phil.“ und „Doktor Habilitatus“ zu ändern, wie es in mehreren anderen postsowjetischen Ländern geschehen ist.
Siehe Universitäten in der Ukraine.

## Geschichte

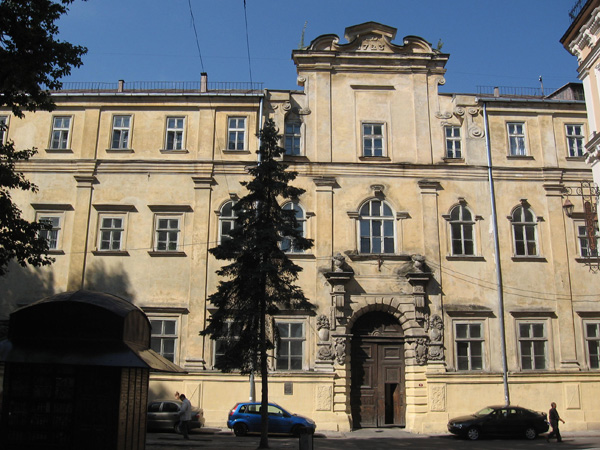
Ehemaliges Jesuitenkolleg in Lwiw

Die Ukraine stand im Westen unter dem Einfluss des lateinischen Katholizismus (Habsburg, Polen), im Zentrum und im Osten unter dem Einfluss der russisch-orthodoxen Welt. Die Jesuiten brachten ihr Modell nach Ruthenien, mehrere Jesuitenschulen und Hochschulen entstanden, die heutige Nationale Iwan-Franko-Universität Lwiw (1608, Hochschule 1661), Kamjanez-Podilskyj, Winnyzja, Iwano-Frankiwsk (1744). In Kiew wurden die Kosaken davon beeinflusst, die 1632 gegründete Mohyla-Akademie übernahm vieles (Latein, Rhetorik usw.) ohne die katholische Prägung. Die orthodoxe Akademie bildete im 17. und 18. Jahrhundert die politische und intellektuelle Elite der Ukraine aus und war in ganz Osteuropa durch Studenten aus Polen, Russland, Belarus, Moldawien, Serbien, Bulgarien und Griechenland anerkannt. Auf diese Weise spielte die Akademie eine wichtige Rolle bei der Übertragung der Ideen der Renaissance aus Westeuropa nach Osteuropa. Von 1918 bis 1992 war sie geschlossen.
Die Mehrzahl der Hochschulen der heutigen Ukraine entstand im 19. Jahrhundert unter russisch-zaristischem Regime, so in Charkiw (1804), in Kiew die (antipolnische) St.-Wladimir-Universität 1834, in Odessa 1865, in Czernowitz 1875. Ausgangs des 19. Jahrhunderts eröffneten einige technische Universitäten, so im Osten die Nationale Technische Universität „Polytechnisches Institut Charkiw“ (1885), im Zentrum die Nationale Technische Universität „Kiewer Polytechnisches Institut Ihor Sikorskyj“ (1898), im Westen früher die Nationale Polytechnische Universität Lwiw (1844). Spezielle Hochschulen entstanden für die Marine und den Bergbau. In der Kornkammer Ukraine entstanden auch früh mehrere agrarwissenschaftliche Hochschulen: Lwiw 1856, Kiew und Dnipropetrowsk 1922.
Nach dem verlorenen Ersten Weltkrieg und dem Bürgerkrieg war die Ukraine um 1920 von Analphabetismus und starker Verwahrlosung der Jugend geprägt. Die ukrainischen Pädagogen Pawel Blonski und Anton Makarenko wurden zu Vorreitern der bolschewistischen Erziehung, der Einheits- und Arbeitsschule mit dem Fach Polytechnik in Zentrum in der ganzen Sowjetunion bzw. einer revolutionären Pädagogik im Oblast Poltawa, um die Jugendlichen zu stabilisieren. Stalin beendete diese Experimente. Mit dem Holodomor durch die stalinistische Terrorherrschaft in den 1930er Jahren kam auch das Schulsystem an einen Tiefpunkt. In der deutschen Besatzungszeit 1941–1944 wurden nur noch die Grundschulen und Berufsschulen betrieben, soweit nicht die Kinder (vor allem die jüdischen) ermordet oder die Jugendlichen in die Zwangsarbeit verschleppt und die Gebäude zerstört wurden.
Das Ziel der letzten Phase sowjetischer Bildungspolitik unter Breschnew war es, möglichst die gesamte Schuljugend den „vollständigen“ Mittelschulabschluss erreichen zu lassen und jedem eine berufliche Ausbildung zu gewähren. Seit dem Parteitag 1966 befasste sich die Bildungspolitik verstärkt mit der beruflichen Bildung. Neben den regulären Mittelschulen boten die Abend- und Schichtschulen, mittleren Fachschulen oder mittleren beruflich-technischen Schulen Wege, sich beruflich ausbilden zu lassen. Seit Ende der 1960er Jahre waren es die mittleren beruflich-technischen Schulen, die einen aufgewerteten Sondertypus der Normalform bildeten, indem sie doppelt qualifizierten. Durch das gleichzeitige Erlangen der Hochschulreife und eines Berufsabschlusses erschienen sie attraktiv und nahmen an Bedeutung zu.
Das Bildungssystem der Ukraine schloss sich 1991/92 an das Bildungssystem der Sowjetunion an. Dies umfasste regulär nur 11 Schuljahre bis zum Oberschulabschluss und daneben eine breite Fülle von besonderen Wegen in der Berufsbildung. Das Hochschulsystem unterlag einer strengen ideologischen Kontrolle mit breiter Bespitzelung.

### Nach dem russischen Überfall auf die Ukraine 2022
Der Fernunterricht wurde ein wichtiges Mittel in der Bildung. Es wurden viele spezielle Lehrmittel entwickelt. Diese und sämtliche Lehrmittel sind online frei verfügbar. Es gibt spezielle Aufhol-Kurse.

## Einzelbelege
1. ↑  Minister of Education and Science of Ukraine (Hrsg.): THE NEW UKRAINIAN SCHOOL – CONCEPTUAL PRINCIPLES OF SECONDRY SCHOOLREFORM. (englisch, gov.ua [PDF; abgerufen am 30. September 2023]).
2. ↑  Gerhard Simon Köln: Kommentar: Sprachenpolitik in der Ukraine. 4. Dezember 2017, abgerufen am 30. September 2023.
3. ↑  Umfrage: Rund die Hälfte der geflüchteten ukrainischen Kinder lernt in Regelklassen. In: Der Spiegel. 10. Mai 2022, ISSN 2195-1349 (spiegel.de [abgerufen am 29. September 2023]).
4. ↑  Gymnasium Nr. 46 Saporischja. Abgerufen am 30. September 2023.
5. ↑  Volodymyr Bassis, Sakina Dhilawala: Kulturen der Welt: Ukraine, 2017, S. 80 ff, ISBN 978-1502627445
6. ↑  Jan Claas Behrends: 81 Jahre nach dem „Unternehmen Barbarossa“. In: ukraineverstehen.de. 22. Juni 2022, abgerufen am 30. September 2023 (deutsch).
7. ↑  Geschichtsportal »Deutschland und die Ukraine im 20 Jahrhundert«: Die Ukrainer unter deutscher Herrschaft: Reichskommissariat Ukraine und Generalgouvernement – Geschichtsportal »Deutschland und die Ukraine im 20. Jahrhundert«. Abgerufen am 30. September 2023.
8. ↑  Vera Braun: Der Realtypus der Ukraine in Relation zur idealtypischen Ausprägung des Verhältnisses von Meritokratie und beruflicher Bildung. In: Der Zusammenhang zwischen Meritokratie und beruflicher Bildung: Idealtypische Rekonstruktion als Deutungsrahmen für das Wertschätzungsproblem der Berufsbildung in der Ukraine (= Internationale Berufsbildungsforschung). Springer Fachmedien, Wiesbaden 2022, ISBN 978-3-658-36827-2, S. 219–405, doi:10.1007/978-3-658-36827-2_4.
9. ↑  https://lms.e-school.net.ua
10. ↑  https://shkola.in.ua/pidruchnyky/-
11. ↑  https://teachforukraine.org/catch-up/